# کنستانتین دهم
کنستانتین دهم یا کنستانتینوس دهم با عنوان کامل کنستانتین دهم دوکاس(به یونانی: Κωνσταντίνος Ι΄ Δούκας, Kōnstantinos X Doukas) (به انگلیسی: Constantine X Doukas) (زادهٔ پیرامون ۱۰۰۶ — درگذشتهٔ ۲۲ مه ۱۰۶۷) امپراتور روم شرقی (بیزانس) از ۱۰۵۹ تا هنگام مرگش در ۱۰۶۷ بود.

## زندگی‌نامه

### سال‌های آغازین و رسیدن به قدرت
کنستانتین پسر آندرونیکوس دوکاس، از نجیب‌زادگان پافلاگونیایی و فرماندار احتمالی ناحیهٔ نظامی موئسیا بود. کنستانتین به بحث‌های بی‌پایان در ارتباط با فلسفه و خداشناسی علاقه داشت و پس از آنکه با دومین همسرش اودوکیا ماکرمبولیتیسا، خواهرزادهٔ اسقف‌اعظم قسطنطنیه میخائیل کِرولاریوس ازدواج کرد صاحب نفوذ شد. کنستانتین در ۱۰۵۷ از به‌قدرت رسیدن ایزاک یکم کومننوس حمایت کرد اما پس از اصلاحات جدید امپراتور به‌تدریج علیه او با دیگر درباریان همراه شد. با این حال ایزاک یکم که در بستر بیماری بود او را با دخالت میخائل پسلوس در نوامبر ۱۹۵۹ به جانشینی خود برگزید وخودش در ۲۴ نوامبر همان سال از قدرت کناره‌گیری کرد. بدین ترتیب کنستانتین با عنوان کنستانتین دهم دوکاس تاج‌گذاری نمود و بر تخت امپراتوری بیزانس نشست.

### دوران حکومت
کنستانتین دهم کمی پس از در دست گرفتن قدرت دو پسر جوان خود میخائیل هفتم دوکاس و کنستانتیوس دوکاس را نیز به فرمانروایی مشترک با خود برگزید و برادرش ژان دوکاس را هم به مقام سزاری منصوب کرد. او سپس سیاستی را در پیش گرفت که مطلوب بوروکراسی درباری و کلیسا بود. او بودجهٔ لازم برای آموزش و نگهداری ارتش را به‌شدت کاهش داد و این کارش به تضعیف فاجعه‌بار قدرت دفاعی امپراتوری در برهه‌ای حساس از زمان که ترکان سلجوقی در حال پیشروی به نواحی غربی بیزانس بودند منجر شد.
کنستانتین همچنین بسیاری از اصلاحات لازم و ضروری ایزاک یکم را خنثی نمود و مجلس سنا را از طرفداران خود انباشته ساخت. او مزدوران را جانشین سربازان آماده به خدمت کرد و استحکامات مرزی را بدون بازسازی رها نمود. این کارهای کنستانتین به نارضایتی طرفداران ایزاک یکم در طبقهٔ نظامی انجامید و آنها در ۱۰۶۱ درصدد ترور او برآمدند. کنستانتین دهم حتی در بین مردم نیز منفور شد زیرا او در نهایت برای پرداخت مطالبات ارتش به افزایش مالیات‌ها اقدام نمود.

### درگیری با ترکان سلجوقی، نورمان‌ها و مجارها
در دوران حکومت کنستانتین دهم تقریباً تمام ایتالیای بیزانس به‌جز نواحی اطراف باری به اشغال نورمان‌های تحت فرمان روبر گیسکار درآمد. همچنین آلپ ارسلان در ۱۰۶۴ آسیای صغیر را مورد تاخت و تاز خود قرار داد و در نتیجهٔ حملاتش توانست پایتخت ارمنستان و اوز در ناحیهٔ بالکان (اغوز امروزی در ترکیه) را در ۱۰۶۵ به تصرف خود درآورد. در همین زمان بلگراد نیز به اشغال مجارها درآمد. از سوی دیگر تمایل خود کنستانتین برای یکپارچه ساختن کلیساهای ارمنستان و بیزانس تنها به هرج و مرجی دامن زد که نتیجه‌اش تصرف بیشتر مناطق ارمنستان توسط ترکان سلجوقی بود.

### مرگ
کنستانتین دهم دوکاس که به‌هنگام در دست گرفتن قدرت نیز پیر و بیمار بود سرانجام در ۲۲ مه ۱۰۶۷ درگذشت. او پیش از مرگش چنین وصیت نمود که تنها پسرانش باید پس از او جانشینش شوند و همسرش اودوکیا را نیز مجبور ساخت تا سوگند یاد کند که پس از او دیگر ازدواج نخواهد کرد.